# Chris Harmse
Christiaan Johannes Hendrik Harmse (* 31. Mai 1973 in Sasolburg) ist ein südafrikanischer Hammerwerfer. Er ist mehrfacher Afrikameister und hielt bis 2014 den Afrikanischen Rekord in dieser Disziplin. Trotz seiner vielen Erfolgte nahm er aus religiösen Gründen nie an den Olympischen Spielen teil. Harmses Glaube verbietet ihm, an einem Sonntag Wettkämpfe zu bestreiten, und das olympische Hammerwurffinale findet traditionell an diesem Wochentag statt.

## Sportliche Laufbahn
Erste internationale Erfahrungen sammelte Chris Harmse 1998 im Alter von bereits 25 Jahren, als er bei den Afrikameisterschaften in Dakar auf Anhieb mit neuem Meisterschaftsrekord von 72,11 m die Goldmedaille gewann. Anschließend belegte er beim Weltcup in Johannesburg mit 68,34 m den siebten Platz und gewann bei den Commonwealth Games in Kuala Lumpur mit einer Weite von 72,83 m die Bronzemedaille hinter dem Australier Stuart Rendell und Michael Jones, der für England an den Start ging. Im Jahr darauf nahm er erstmals an der Sommer-Universiade in Palma de Mallorca teil und erreichte dort mit 70,18 m im Finale Rang 13, ehe er bei den Weltmeisterschaften in Sevilla mit 71,57 m in der Qualifikation ausschied. Daraufhin nahm er erstmals an den Afrikaspielen in Johannesburg teil und siegte dort mit einem Wurf auf 74,75 m, was zugleich einen neuen Spielerekord darstellte. 2001 nahm er ein weiteres Mal an den Studentenweltspielen in Peking teil und gelangte dort mit 76,07 m auf den fünften Platz. 2002 verbesserte er bei den Afrikameisterschaften in Radès den Meisterschaftsrekord auf 76,07 m und sicherte sich damit die Goldmedaille, ehe er anschließend beim Weltcup in Madrid mit 77,16 m auf den vierten Platz gelangte.
2003 siegte er bei den Afrikaspielen in Abuja mit neuem Spielerekord von 75,17 m und gewann anschließend auch bei den Afro-Asiatischen Spielen in Hyderabad mit 75,67 m die Goldmedaille. Im Jahr darauf verteidigte er bei den Afrikameisterschaften in Brazzaville mit einem Wurf auf 75,90 m erfolgreich seinen Titel und 2005 schied er bei den Weltmeisterschaften in Helsinki mit 74,37 m in der Qualifikation aus. 2006 nahm er erneut an den Commonwealth Games in Melbourne teil und gewann dort mit 73,81 m die Bronzemedaille hinter dem Australier Rendell und James Steacy aus Kanada. Anschließend siegte er bei den Afrikameisterschaften in Bambous mit neuem Meisterschaftsrekord von 77,55 m und wurde beim Weltcup in Athen mit einem Wurf auf 73,94 m Siebter.
2007 steigerte er bei den Afrikaspielen in Algier den Spielerekord auf 76,73 m und sicherte sich damit Gold, schied aber anschließend bei den Weltmeisterschaften in Osaka mit 71,07 m in der Qualifikation aus. Im Jahr darauf siegte er bei den Afrikameisterschaften in Addis Abeba mit Meisterschaftsrekord von 77,72 m bereits zum vierten Mal in Folge und 2009 brachte er bei den Weltmeisterschaften in Berlin in der Qualifikation keinen gültigen Versuch zustande. Bei den Leichtathletik-Afrikameisterschaften 2010 in Nairobi musste er sich erstmals bei kontinentalen Wettkämpfen mit 72,56 m dem Ägypter Mohsen Anani geschlagen geben und gewann damit die Silbermedaille. Anschließend nahm er aber zum dritten Mal an den Commonwealth Games in Neu-Delhi teil und siegte dort mit einer Weite von 73,15 m.
2011 gewann er bei den Afrikaspielen in Maputo mit 74,66 m die Silbermedaille hinter dem Ägypter Mostafa el-Gamel und im Jahr darauf holte er bei den Afrikameisterschaften in Porto-Novo mit 77,22 m seine sechste Goldmedaille. 2013 qualifizierte er sich für die Weltmeisterschaften in Moskau, gelangte dort mit 71,42 m aber nicht bis in das Finale. 2014 erreichte er bei den Afrikameisterschaften in Marrakesch zwar das Finale, gewann aber erstmals keine Medaille und landete mit 71,71 m auf dem siebten Platz. Im Jahr darauf gewann er bei den Afrikaspielen in Brazzaville mit einer Weite von 73,49 m die Silbermedaille hinter dem Ägypter el-Gamel. Auch bei den Leichtathletik-Afrikameisterschaften 2016 in Durban musste er sich mit 67,67 m einem Ägypter, diesmal Eslam Ahmed Taha geschlagen geben. Zwei Jahre später wurde er bei den Afrikameisterschaften in Asaba mit einem Wurf auf 68,71 m Fünfter.
Harmse war auch auf nationaler Ebene sehr erfolgreich und blieb von 1997 bis 2018 bei den Landesmeisterschaften ungeschlagen.